# Hüneburg (Schnellmannshausen)

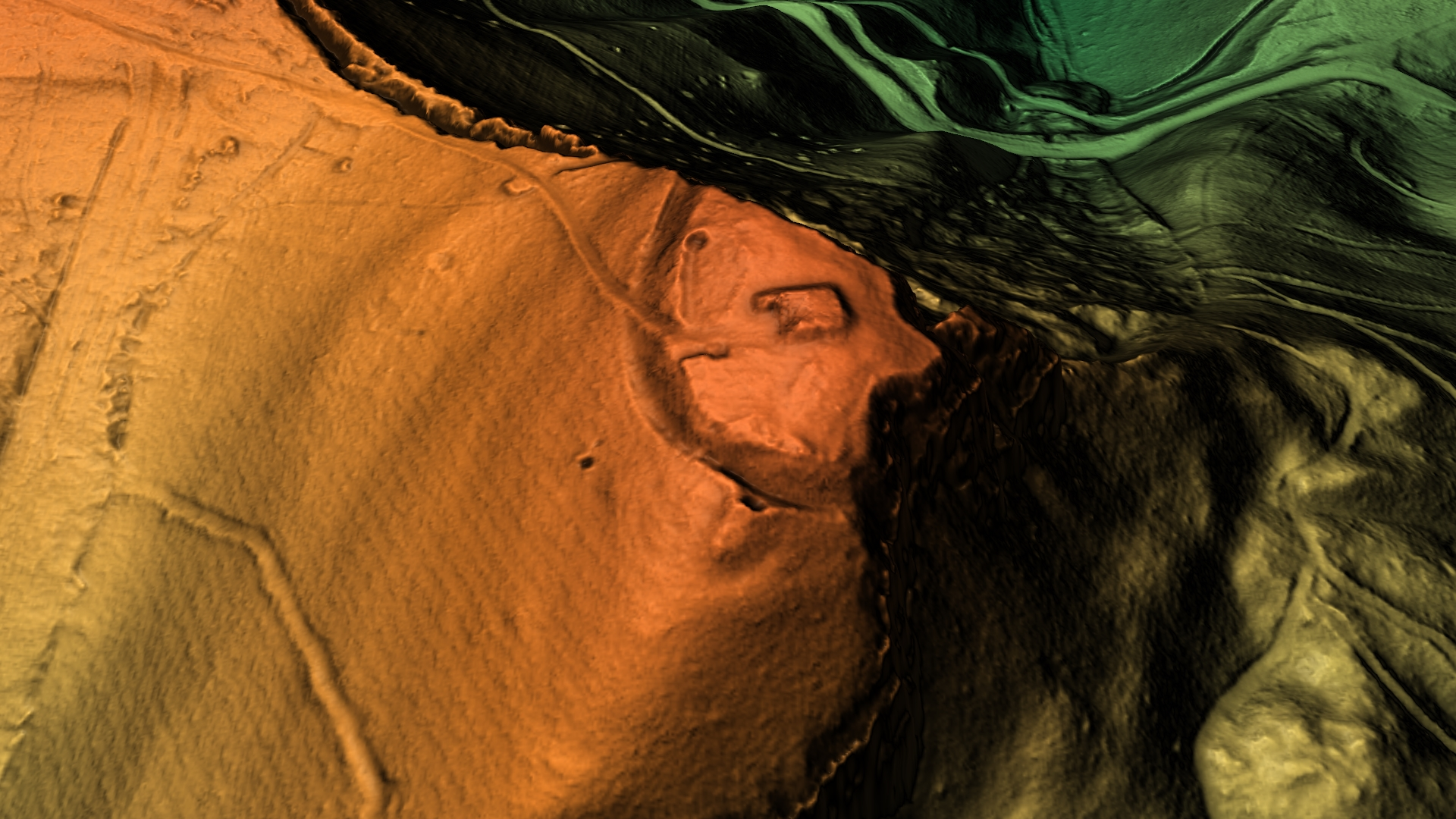
3D-Ansicht des digitalen Geländemodells

Die Hüneburg ist eine abgegangene hochmittelalterliche Befestigung auf dem östlichen Bergsporn des Heldrastein, oberhalb des Heldratales in der Gemeinde Schnellmannshausen im Wartburgkreis (Thüringen).

## Lage
Die Burgstelle der Spornburg befindet sich auf 495 m ü. NN etwa 1800 m (Luftlinie) westlich vom Zentrum des Dorfes Schnellmannshausen, die Burg liegt gegenüber der Burg Normannstein und war offenbar Teil eines Befestigungssystems der Herren von Treffurt.

## Beschreibung
Die Anlage liegt auf einem nach Südosten orientierten Bergsporn, an dessen südlicher Flanke eine Altstraße von Treffurt und Schnellmannshausen aufsteigend in Richtung Ifta und den östlichen Ringgau vorbeiführt.
Die Burg war durch einen noch in Abschnitten erkennbaren Wall und Graben vom Vorgelände getrennt. Im Plan bedeuten: (1) die Hüneburg, (2) der Heldrastein, (3) der mittelalterliche Weg von Schnellmannshausen in Richtung Rambach, (a) Parkplatz für Wanderer an der Großburschlaer Straße; (A) Die Wall-Graben-Befestigung, (B) der Burghof, (C) eine rechteckig im Fels vertiefte Struktur, (D) Platz des von Pfarrer Schütz 1934–1935 erbauten Wochenendhaus, (E) Baracke der Stasi.

## Geschichte

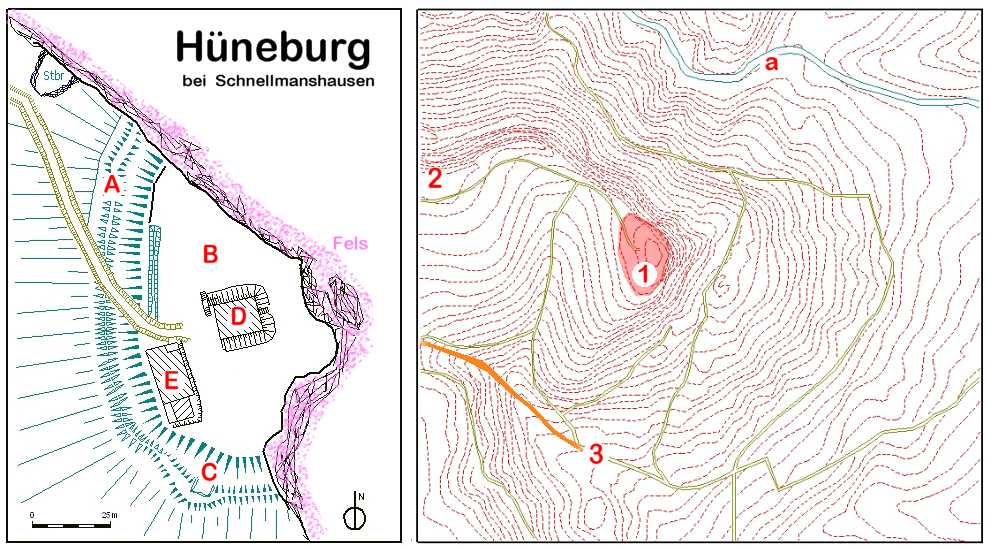
Übersichtsplan

Die Burg ist eine hochmittelalterliche Anlage und hatte ihre Bedeutung in der Blütezeit der Herren von Treffurt, die ihr Herrschaftsgebiet um Treffurt mit dem Bau von kleinen Burgen und Befestigungen sicherten. In der Burgfläche wurden seit den 1920er Jahren Gebäude errichtet und bei dieser Gelegenheit wurden frühgeschichtliche Funde (Keramik) registriert.
In den 1970er Jahren wurde im Burggelände eine funktechnische Abhöranlage der Stasi erbaut und bis 1989 betrieben.

## Status
Die Burgstelle ist ein geschütztes Bodendenkmal. Das betreffende Gelände wird touristisch und forstwirtschaftlich genutzt.

## Weblinks

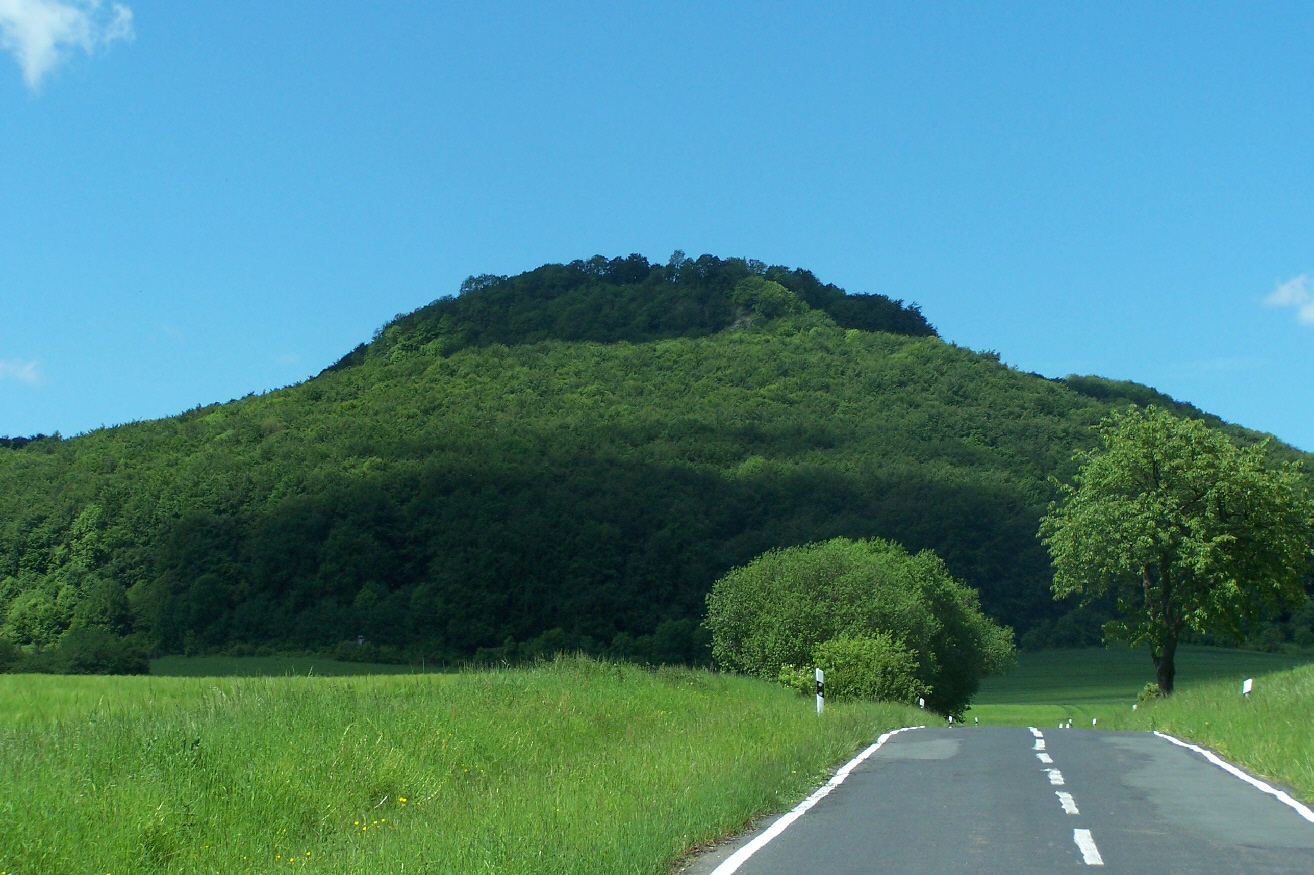
Unter der Hüneburg bei Schnellmannshausen
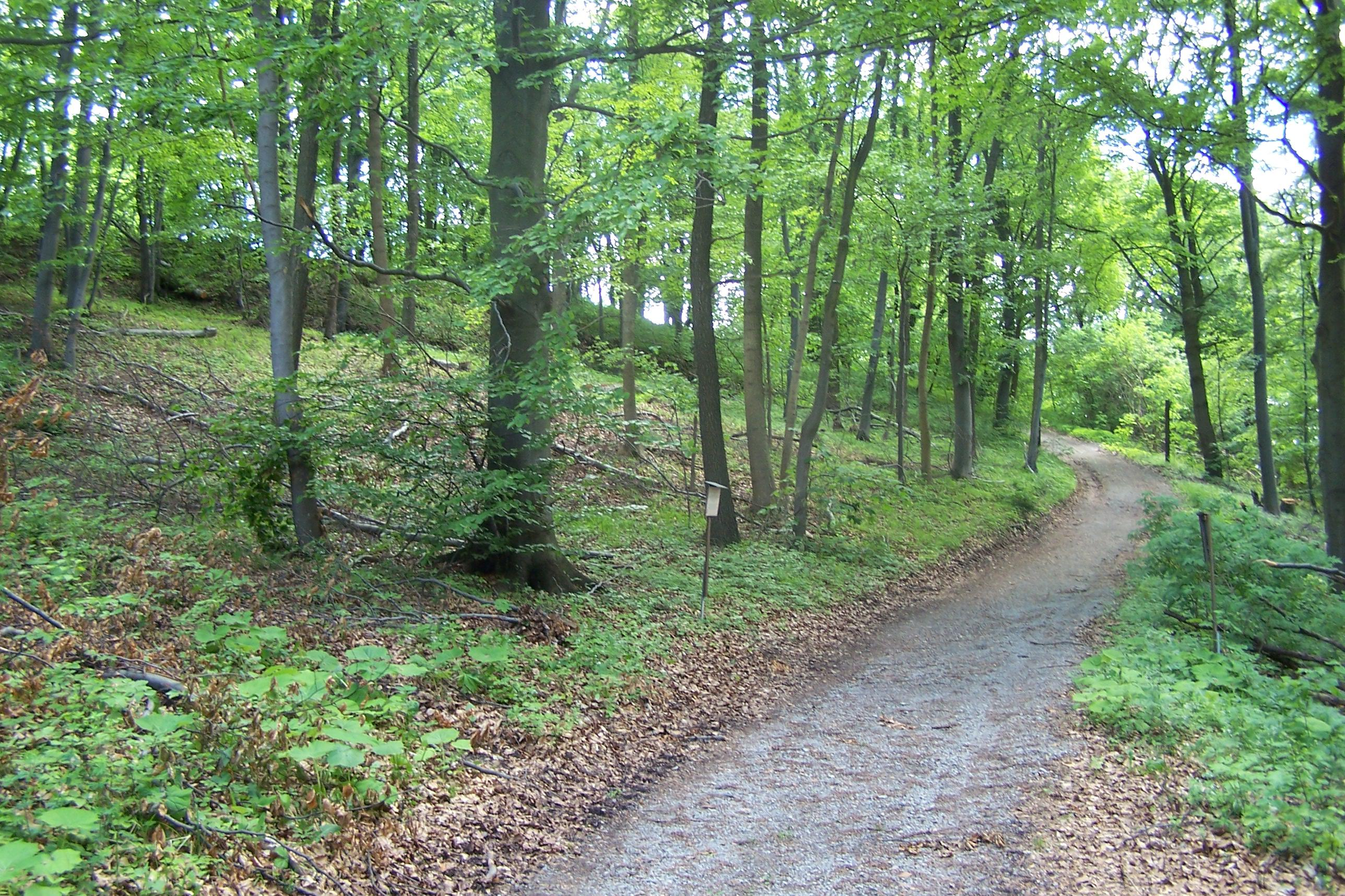
Vor der Hüneburg
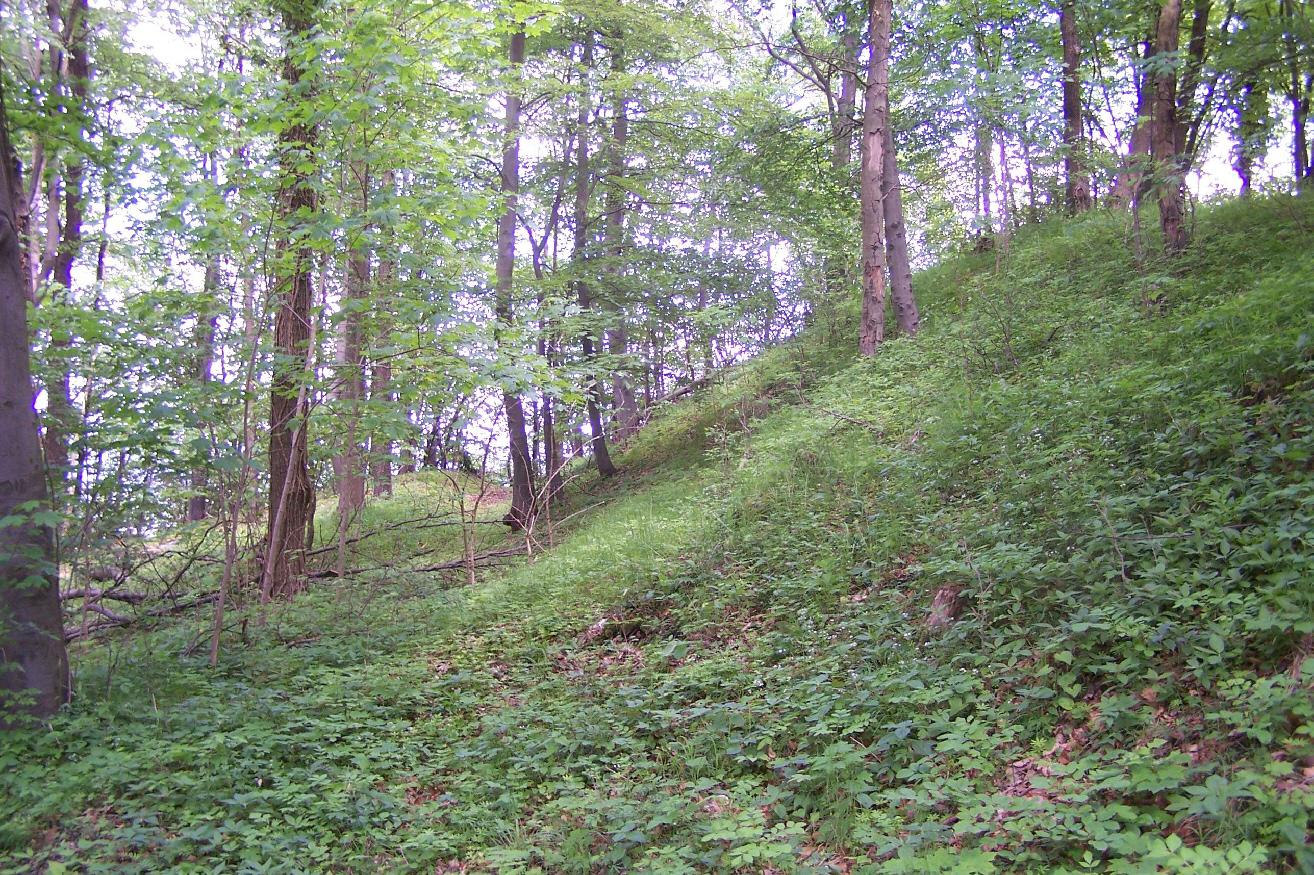
Am Burgwall
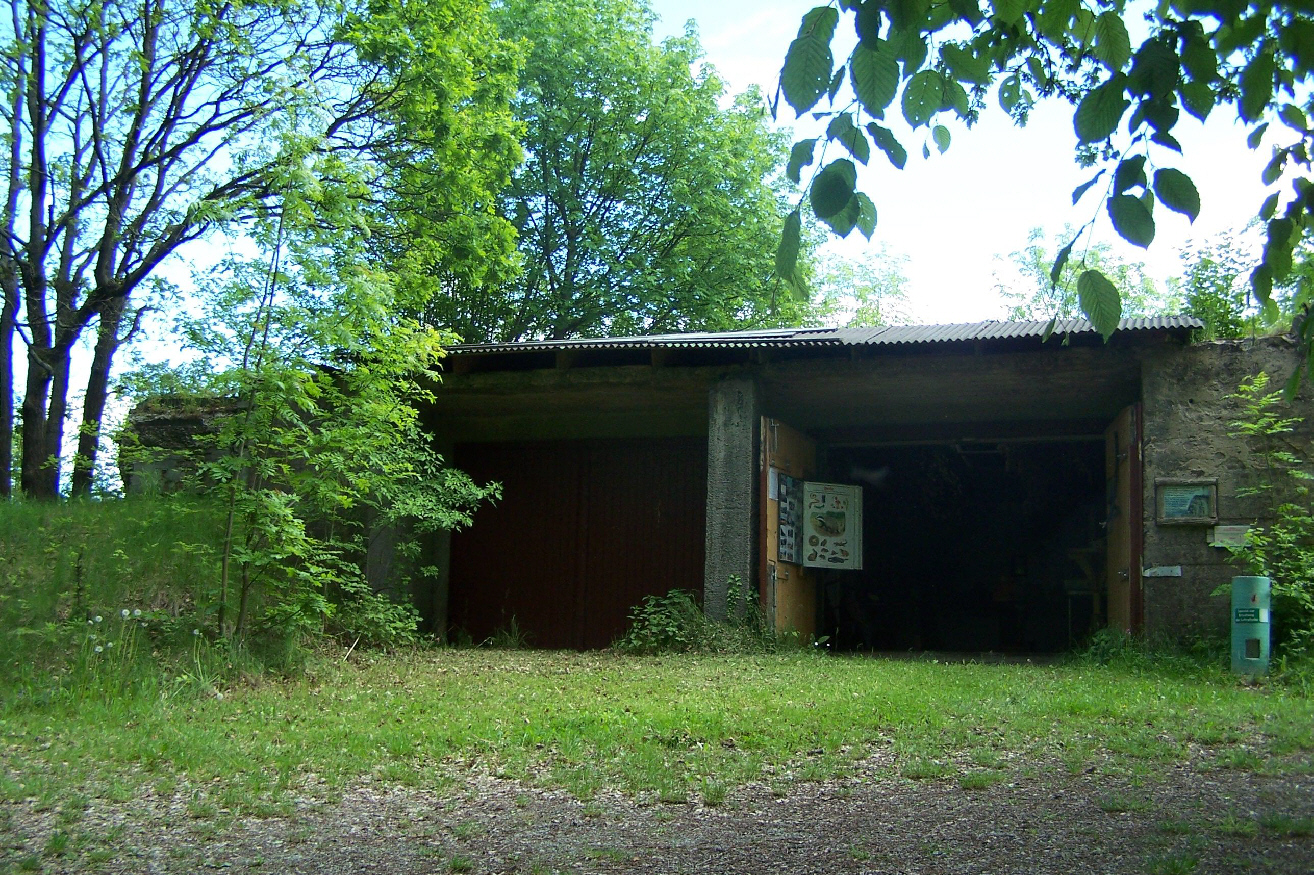
Ausstellungsraum zur Geschichte